# Dürnach
Die Dürnach ist ein über 30 km langer Fluss im Landkreis Biberach, der etwas unterhalb von Laupheim von links und Süden mit der von Ostsüdosten kommenden Rottum zur Westernach zusammenfließt, die dann nordwärts zur Donau läuft.

## Geographie

### Verlauf
Der Dürnachursprung befindet sich zwischen den Orten Mittelbuch, Rottum und Dietenwengen in einem Waldgebiet. Ein kurzes Stück fließt der Bach hier von Ost nach West, bevor er nach Norden abknickt. Dabei werden Mittelbuch und Ringschnait durchflossen. Kurz vor Wennedach mündet der Kaltenbach in die Dürnach, kurz nach Wennedach der Rohrbach. Anschließend fließt der Bach durch Maselheim, durch Sulmingen sowie Baltringen und danach am Rand des Osterrieds entlang. Anschließend passiert die Dürnach westlich die Stadt Laupheim, bevor sie sich kurz darauf nach 32,3 km im Rappenwinkel mit der Rottum zur Westernach vereinigt.

### Zuflüsse
Liste der Zuflüsse vom Ursprung bis zum Zusammenfluss mit der Rottum zur Westernach.
- Metzgers Einödegraben, von links und Westsüdwesten vor Ochsenhausen-Mittelbuch
- Wolfseinödegraben, von rechts und Ostsüdosten nach Mittelbuch
- Hirschberggraben, von links und Südwesten
- Fuchsberggraben, von links und Südwesten
- Grumpenbächle, von links und Südwesten in Biberach an der Riß-Ringschnait
- Eschlegraben, von links und Westsüdwesten bei Biberach-Stockland
- Kaltenbach, von rechts und Süden nahe Ochsenhausen-Wennedach
- Schnaitbach, von links und Südwesten nahe Maselheim-Wilhelmshof
- Rohrbach, von rechts und insgesamt Süden nahe Wennedach
- Weiler Bach, von links und Südwesten in Maselheim
- Klosterhaldenöschgraben, von rechts und Nordosten zwischen Maselheim und Maselheim-Sulmingen
- Ackenbach, von rechts in Sulmingen
- Osterriedgraben, von rechts und Südsüdosten nach Mietingen-Baltringen
- Saubach, von links und insgesamt Süden

## Literatur

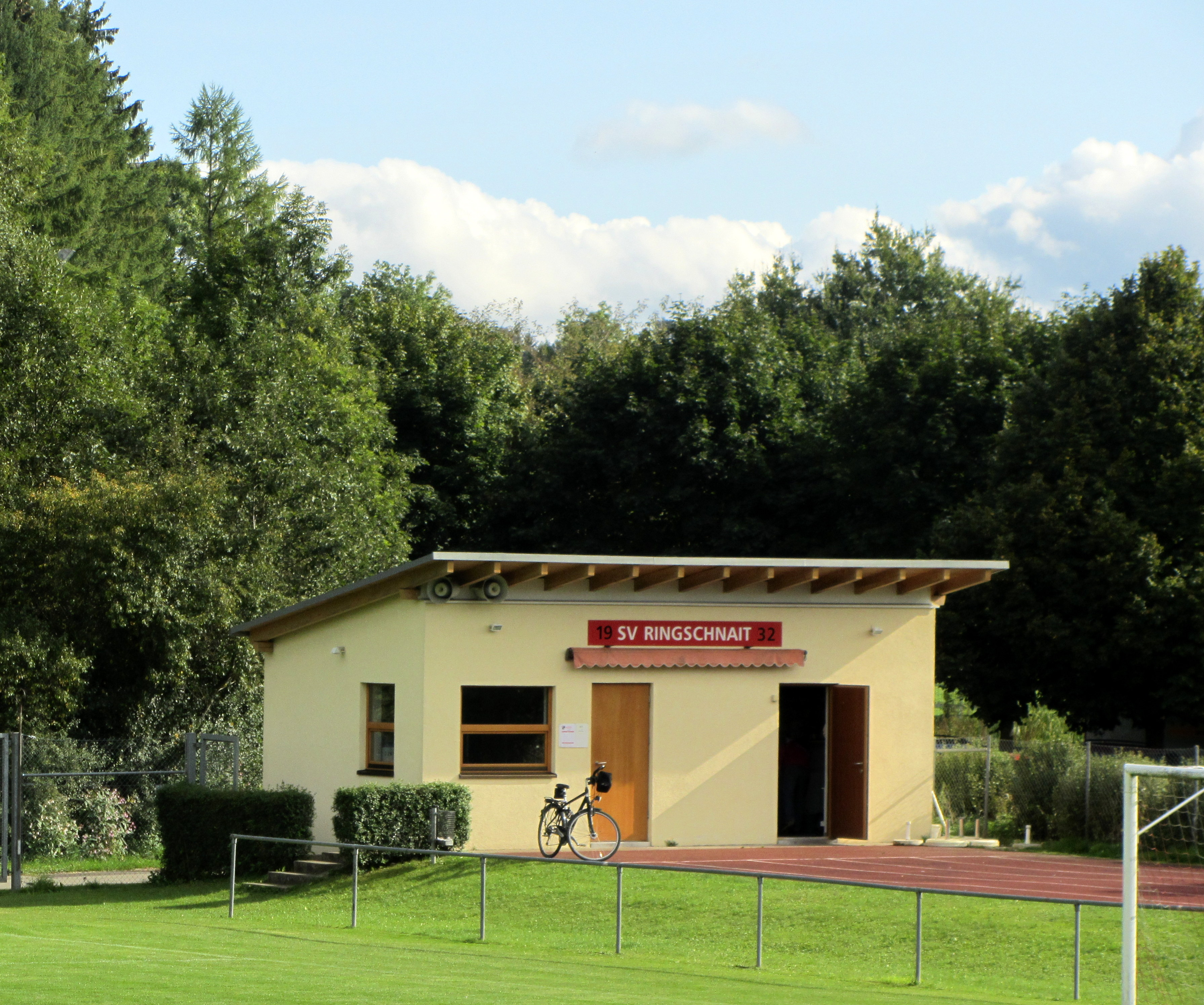
Dürnach bei Ringschnait
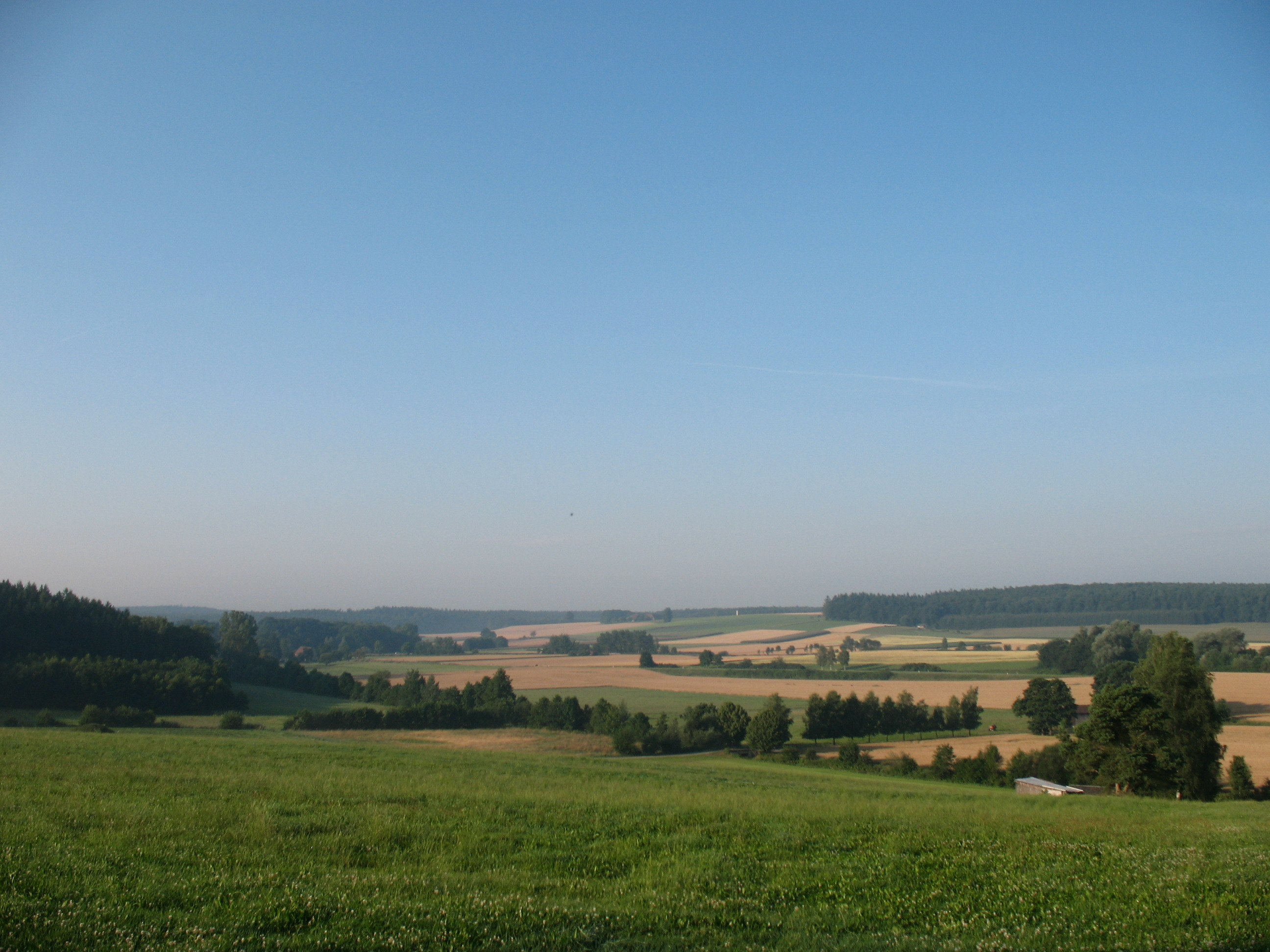
Dürnachtal bei Maselheim
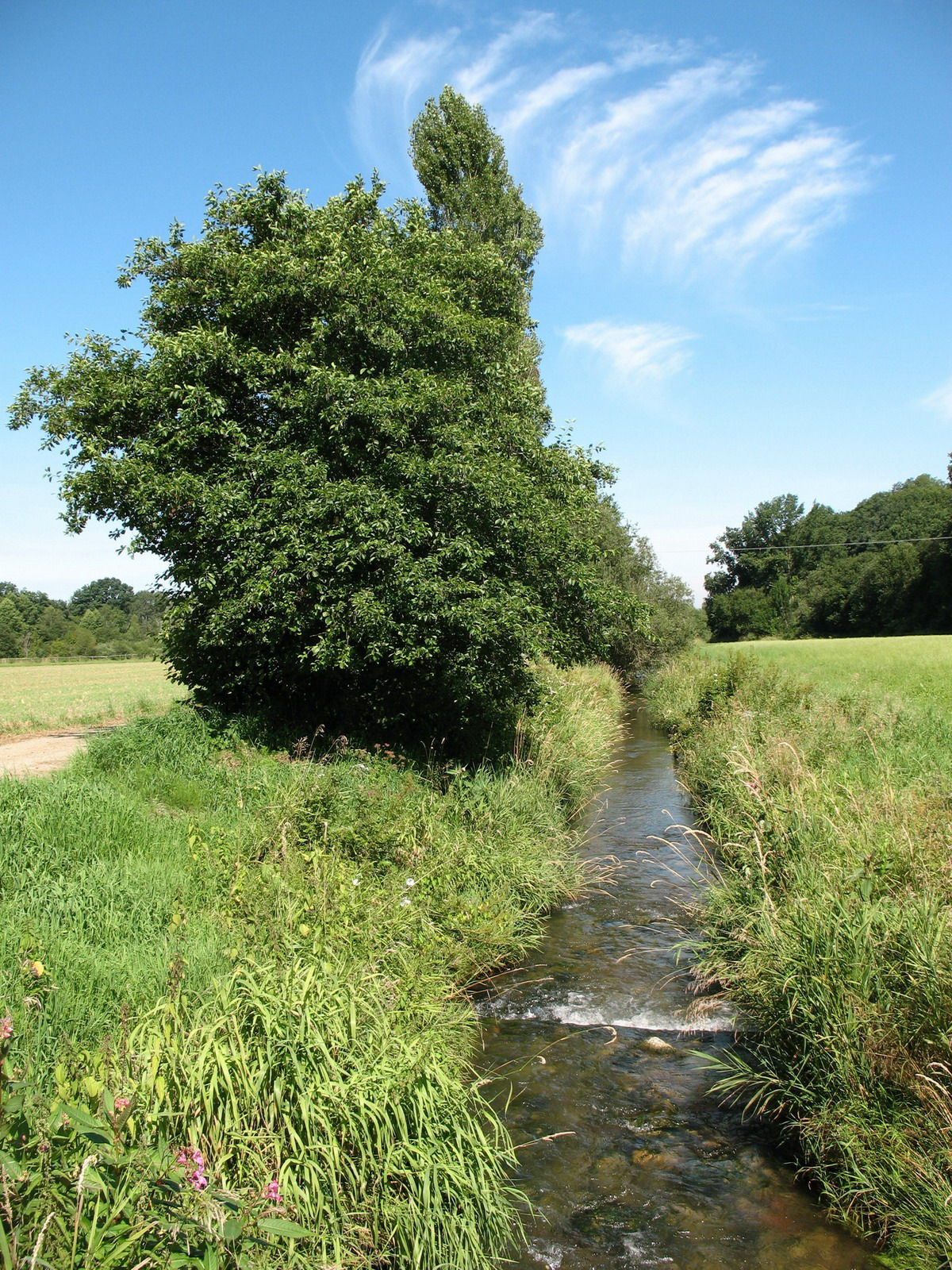
Bei Sulmingen